# Znamenivka, Murovani Kurîlivți
Znamenivka (în ucraineană Знаменівка) este un sat în comuna Konîșciv din raionul Murovani Kurîlivți, regiunea Vinnița, Ucraina.

## Demografie
Componența lingvistică a localității Znamenivka
     Ucraineană (99,75%)
     Alte limbi (0,25%)
Conform recensământului din 2001, majoritatea populației localității Znamenivka era vorbitoare de ucraineană (99,75%), existând în minoritate și vorbitori de alte limbi.